# Callipallene panamensis
Callipallene panamensis là một loài nhện biển trong họ Callipallenidae. Loài này thuộc chi Callipallene. Callipallene panamensis được miêu tả khoa học năm 1979 bởi Child.